# Maria Pannhoff
Maria Pannhoff geb. Schroer (* 12. April 1902 in Essen; † 31. Juli 1989 in Ahlen) war eine deutsche Politikerin der CDU.

## Leben und Beruf
Nach dem Studium der Medizin und einer Facharztausbildung ließ sich Pannhoff in Ahlen mit einer Praxis für Psychiatrie und Neurologie nieder. 1947 gründete sie den Westfälischen Frauenring Münster, dessen Vorsitzende sie bis 1952 war. Als 1949 der Deutsche Frauenring gegründet wurde, war sie ebenfalls beteiligt.

## Abgeordnete
Von 1957 bis 1965 gehörte Pannhoff dem Deutschen Bundestag an. Sie war zudem Stadträtin in Ahlen und Kreistagsabgeordnete im Kreis Beckum.